# Ralph Broome
Ralph Edward Howard Broome (ur. 5 lipca 1889 w Dalhousie w Indiach, zm. 25 stycznia 1985 w Poole w Wielkiej Brytanii) – brytyjski bobsleista. Zdobył srebrny medal na Igrzyskach Olimpijskich 1924 w ślizgu męskich czwórek.